# La Chapelle-Saint-Luc
 La Chapelle-Saint-Luc  es una población y comuna francesa, en la región de Champaña-Ardenas, departamento de Aube, en el distrito de Troyes. La comuna está repartida entre el cantón de su nombre, del que es chef-lieu, y el cantón de Troyes-4.

## Demografía
| 330                       | 310 | 349 | 259 | 348 | 367 | 373 | 398 | 409 | 378 | 383 | 373 | 402 | 480 | 569 | 627 | 588 | 803 | 881 | 938 | 1 117 | 1 252 | 1 659 | 1 986 | 2 250 | 2 088 | 3 483 | 4 594 | 6 528 | 15 136 | 16 241 | 15 815 | 14 447 | 13 401 |
| (Fuente: INSEE y Cassini) |     |     |     |     |     |     |     |     |     |     |     |     |     |     |     |     |     |     |     |       |       |       |       |       |       |       |       |       |        |        |        |        |        |